# Ерік Гобсбаум
Е́рік Гобсба́ум (англ. Eric Hobsbawm; 9 червня 1917, Александрія, Єгипет — 1 жовтня 2012, Лондон, Велика Британія) — британський історик-марксист. Автор термінів «довге дев'ятнадцяте сторіччя» та «коротке двадцяте сторіччя».

## Біографія
Народився 1917 у сім'ї дрібного єврейського комерсанта, підданця англійської корони.
Дитинство та юність майбутнього вченого пройшли в Австрії й Німеччині. Після приходу Гітлера до влади сім'я переїхала до Великої Британії.
Ерик Гобсбаум отримав університетську освіту в Кембриджі.
1947–1982 — професор економічної й соціальної історії Лондонського університету.
1982–2001 — викладав у Массачусетському технологічному інституті, Стенфордському і Корнельському університетах.
Член Британської академії, співзасновник журналу Past & Present.
Автор понад 20 книг, найвідоміші з них: «Розбійники» (1969), «Епоха революцій. Європа 1789–1848» (1969), «Епоха капіталу. 1848–1875» (1975), «Епоха імперій. 1875–1914» (1987), «Нації і націоналізм, починаючи з 1780 року. Програма, міф, реальність» (1990), «Епоха крайнощів. Коротке XX століття. 1914–1991» (1994; укр. переклад «Вік екстремізму»).
Автор інтелектуальної автобіографії «Цікаві часи. Одне життя XX століття» (2002).
Співредактор збірника «Винайдення традиції» (спільно з Теренсом Рейнджером).
Помер 1 жовтня 2012 року в Королівському вільному шпиталі в Лондоні від запалення легень.

## Нагороди
Кавалер Британського Ордену Пошани

## Почесні звання
21 січня 2008 року йому було присвоєно звання «Почесний громадянин Відня».

## Основні праці
- Епоха революцій. Європа 1789—1848 (The Age of Revolution. Europe 1789—1848, 1962)
- Промисловість й імперія (Industry and Empire, 1968)
- Революціонери. Нариси про сучасність (Revolutionaries. Contemporary essays, 1973)
- Епоха капіталу. 1848—1875 The Age of Capital. 1848—1875, 1975)
- Епоха імперій. 1875—1914 (The Age of Empire. 1875—1914, 1987)
- Нації та націоналізм, починаючи з 1780 (Nations and Nationalism since 1780, 1990)
- Вік екстремізму: Коротка історія ХХ віку, 1914—1991. (The Age of Extremes. The short twentieth century, 1914—1991, 1994)
- Незвичайні люди. Опір, бунт і джаз (Uncommon People. Resistance, Rebellion and Jazz, 1998)
- Як змінити світ. Роздуми про Маркса та марксизм (How to Change the World: Reflections on Marx and Marxism, 2011)

## Видання українською
- Ерик Гобсбаум. Вік екстремізму: Коротка історія ХХ віку, 1914—1991. / З англ. пер. Олександр Мокровольский. — К.: Вид. дім «Альтернативи», 2001. — 543 с. ISBN 966-7217-58-2
- Винайдення традиції / За ред. Ерика Гобсбаума і Теренса Рейнджера / Пер. з англ. Микола Климчук. — К.: Ніка-Центр, 2005. — 448 с. ISBN 966-521-319-9]
- Ерік Гобсбаум. Нації і націоналізм, починаючи з 1780 року: програма, міфи, реальність / Пер. з англ. та примітки Т. Корпала. — К.: Український Центр духовної культури, 2010. — 288 с. ISBN 966-628-078-7

окремі статті
- Ерік Гобсбаум. Ґрамші та політична теорія (1977) [Архівовано 12 лютого 2015 у Wayback Machine.]
- Ерік Гобсбаум. «Третій світ» (1994) [Архівовано 25 грудня 2014 у Wayback Machine.]
- Ерік Гобсбаум. «Третій світ» і революція (1994) [Архівовано 25 грудня 2014 у Wayback Machine.]
- Ерік Гобсбаум. Соціалізм провалився. Тепер і капіталізм збанкрутував. Що ж далі? (2009) [Архівовано 6 грудня 2013 у Wayback Machine.]
- Ерік Гобсбаум. Чоловік та жінка в соціалістичній іконографії [Архівовано 23 серпня 2017 у Wayback Machine.] // Спільне. — 2013, №4.